# Stanisław Mrozowicki (1585–1618)
Stanisław Mrozowicki herbu Prus III (ur. ok. 1585, zm. 3 października 1618 pod Peresławiem Zaleskim) – rotmistrz Lisowczyków.

## Życiorys
Urodził się około 1585 r. w rodzinie o tradycjach rycerskich, jako syn Daniela Mrozowickiego herbu Prus III i N z Wilkockich herbu Nieczuja. Jego ojciec brał udział w wojnie z Rosją pod dowództwem kniazia Romana Rożyńskiego, podczas której zginął z działa postrzelony w 1609 roku pod Możajskiem.
Zapisał się chlubnie podczas wojny w Moskwą w latach 1616-1618. Od co najmniej lata 1616 r. służył jako rotmistrz pułku Lisowczyków, najsłynniejszej polskiej formacji wojskowej XVII wieku, pod ówczesnym dowództwem pułkownika JKM Aleksandra Józefa Lisowskiego, a od października tego roku pod dowództwem  Stanisława Czaplińskiego. Polskim wojskiem dowodził wówczas formalnie królewicz Władysław, a faktycznie kierował nim hetman Jan Karol Chodkiewicz. W tej kampanii ważna rola przypadła pułkowi Lisowczyków, który wówczas, jak pisze Kobierzycki, …Moskwę wszerz i wzdłuż pustoszył. Lisowczycy brali udział w walkach m.in. pod: Kaługą, Możajskiem, Mieszczowskiem, Borysowem, Dźwinogrodem, Kołomną, Starym Riazaniem i dotarli aż do Peresława Zaleskiego, położonego nad jeziorem Plieszcziejewo (Kleszczyno), na północny wschód od Moskwy, 550 km na wschód od ówczesnych granic Rzeczypospolitej. Było to najdalej na wschód położone miejsce, do którego dotarła regularna armia polska w swojej historii.
Według współczesnej Pieśni na pamiątkę nieśmiertelną pułkownika JKM niezwyciężonego Józefa Aleksandra Lisowskiego, opublikowanej przez Wojciecha Dębołeckiego, Mrozowicki zginął podczas szturmu na Peresław Zaleski, który miał miejsce 3 października 1618 r.. Seweryn Uruski podaje błędnie, że Stanisław Mrozowicki zginął w bitwie przeciw Kozakom, myląc zapewne Perejasław na Ukrainie z Peresławem Zaleskim w Rosji.